# 저에너지 전자 회절

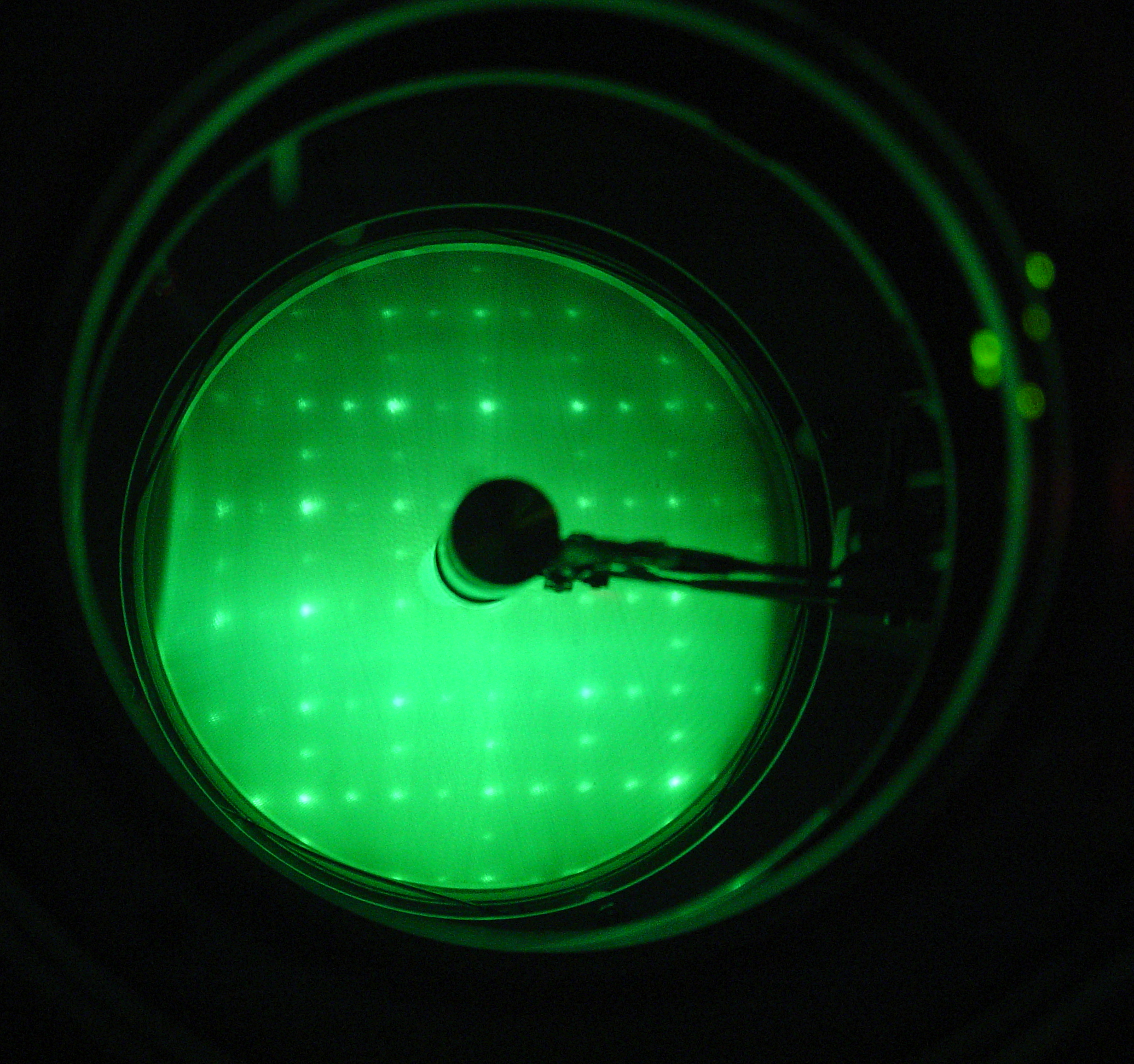
그림 1: Si(100) 재구성 표면의 LEED 패턴. 기본 격자는 정사각형 격자인 반면 표면 재구성은 2×1 주기성을 갖는다. 본문에서 논의된 바와 같이, 패턴은 서로 다른 결정학 축을 따라 방향이 지정된 대칭 등가 영역에 재구성이 존재함을 보여준다. 회절 반점은 반구형 형광 스크린에 탄성적으로 산란된 전자가 가속되어 생성된다. 또한 1차 전자빔을 생성하는 전자총도 보인다. 화면의 일부를 덮는다.

저에너지 전자 회절(Low-energy electron diffraction, LEED)은 저에너지 전자(30~200eV)의 시준빔을 충격하고 회절된 전자를 형광등 화면의 점으로 관찰하여 단결정 물질의 표면 구조를 결정하는 기술이다.
LEED는 다음 두 가지 방법 중 하나로 사용될 수 있다.
1. 질적으로 회절 패턴이 기록되고 지점 위치를 분석하면 표면 구조의 대칭성에 대한 정보를 얻을 수 있다. 흡착물질이 존재하는 경우 정성 분석을 통해 기질 단위 셀에 대한 흡착물질 단위 셀의 크기 및 회전 정렬에 대한 정보를 밝힐 수 있다.
2. 정량적으로, 회절된 빔의 강도는 입사 전자빔 에너지의 함수로 기록되어 소위 I-V 곡선을 생성한다. 이론적 곡선과 비교하여 이는 표면의 원자 위치에 대한 정확한 정보를 제공할 수 있다.